# Markus (zanger)
Markus, geboren als Markus Mörl (Camberg, 27 augustus 1959) is een Duitse zanger uit de NDW-periode.

## Carrière
In 1982 bracht Markus de lp Kugelblitze und Raketen uit. Van dit album komt de single Ich will Spaß. De single werd in Duitsland een succes en maakte van Markus een populaire vertolker van de NDW. Verdere singles waren Schön sind wir sowieso, Kling, Klang Schicksalsmelodie en Kleine Taschenlampe brenn', een duet dat Markus in 1982 als hoofdrolspeler in de bioscoopfilm Gib Gas – Ich will Spaß zong met Nena, dat echter bij studio-opnamen en liveoptredens werd gezongen door Andrea-Maria Schneider.
Na het einde van de NDW richtte Mörl de band T.X.T. op en plaatste zich met de Engelstalige song Girls Got A Brand New Toy op een 4e plaats in Italië. Daarnaast publiceerde de band het nummer Cold As Ice. Het album What About You met de single Kiss Via Satellite verscheen in 1985 bij CBS Schallplattenverlag GmbH. In 1987 trad Markus opnieuw als soloartiest tevoorschijn en kon met Irgendwann, irgendwo een waarderingssucces behalen. Daarop volgde in 1991 1000 Kerzen werden brennen. In 2004 trad hij op als deelnemer in een comebackshow bij ProSieben. Nadat Markus' opnamen uit 2007 als download ter beschikking stonden, zijn sinds 2008 weer reguliere geluidsdragers in de handel. Gepubliceerd werden ze door het Duitse schlagerlabel Palm Records.

## Discografie

### Singles
- 1982: Ich will Spaß
- 1982: Schön sind wir sowieso
- 1982: Kling, Klang Schicksalsmelodie
- 1983: Kleine Taschenlampe brenn'
- 1983: Ab und los
- 1983: Ich möchte lieber ein Roboter sein
- 1987: Irgendwann, irgendwo
- 1989: Du hast mein Herz verbrannt
- 1992: 1000 Kerzen werden brennen
- 1992: So wie ein Stern
- 1992: Der kleine Bär
- 1992: Grüß mir die Ewigkeit
- 1995: Ich will Spaß '95
- 1996: Kleine Taschenlampe brenn '96
- 2000: Unsterblich
- 2008: Wir wollten niemals auseinander gehen
- 2008: Alles kommt wie es kommt
- 2015: Ich bin dann mal weg
- 2016: Diese Zeit ist geil

### Albums
- 1982: Kugelblitze und Raketen
- 1983: Es könnt romantisch sein
- 1985: What About You (T.X.T.)
- 1992: Markus (Die Macht der kleinen Hände)
- 1997: Definitive Collection
- 2000: Kopfüber
- 2008: Alles kommt wie es kommt
- 2011: Heiter und wolkig
- 2017: Zeit zu fliegen

- Biblioteca Nacional de España: XX4944884
- Gemeinsame Normdatei: 134455622
- International Standard Name Identifier: 0000 0001 2207 0059
- MusicBrainz: 88a6e84f-a7bd-4cef-9e02-45476a61510c
- Virtual International Authority File: 169636537
- WorldCat: E39PBJbRdx3BkQy67W3Tj6v4MP